# ТЕС Керамасан
3°1′54″ пд. ш. 104°44′45″ сх. д. / 3.03167° пд. ш. 104.74583° сх. д.
ТЕС Керамасан – теплова електростанція на сході індонезійського острова Суматра. 
На початку 2010-х років на південно-західній околиці Палембанга компанія PT ASTA Keramasan Energi (дочірня структура PT Leyand International) ввела в дію дві встановлені на роботу у відкритому циклі газові турбіни потужністю по 57 МВт. Планувалось доповнити їх котлами-утилізаторами і паровою турбіною, що дозволило б створити енергоефективний парогазовий блок комбінованого циклу, втім, цей проект так і не реалізували. 
Станція використовувала природний газ, який надходить до Палембангу по системі Південносуматранських газопроводів.
Видача продукції відбувалась по ЛЕП, розрахованій на роботу під напругою 150 кВ.
Наприкінці 2020-го завершився контракт із державною електроенергетичної компанією PT Perusahaan Listrik Negara, яка постачала газ та придбавала електроенергію ТЕС Керамасан. Як наслідок, робота об’єкта була призупинена.